# 14-й/20-й гусарский полк
14-й/20-й Его Величества гусарский полк (англ. 14th/20th King's Hussars) — кавалерийский полк Британской армии. Он был создан в результате слияния 14-го Его Величества гусарского и 20-го гусарского полков в 1922 году, а после участия во Второй мировой войне в 1992 году был объединён с Королевским гусарским полком и стал Его Величества королевским гусарским полком.

## История
Полк, который первоначально назывался 14-й/20-й гусарский полк (14th/20th Hussars), был создан в результате слияния 14-го Его Величества гусарского и 20-го гусарского полков в 1922 году. Он был переименован в 14-й/20-й королевский гусарский полк в декабре 1936 года. Полк, который в начале Второй мировой войны базировался в Индии, направил часть личного состава для формирования 26-го гусарского полка в феврале 1941 года. Остальная часть полка была направлена в Ирак и Персию в конце того же года для охраны нефтяных месторождений. Полк высадился в Италии в 1944 году, а затем принял участие во взятии Медичины в апреле 1945 года.
После войны полк оставался в Германии до 1946 г., когда он передислоцировался на Камбрейские линии в гарнизон Каттерик в качестве учебного полка RAC. В январе 1951 г. он передислоцировался на Хейгские линии в Черч Крукхэм в графстве Гэмпшир, а затем был развёрнут в Ливии в ноябре 1952 г. Полк присоединился к 20-й бронетанковой бригаде и передислоцировался в Портсмутские казармы в Мюнстере в марте 1956 г., а затем был переведен в 11-ю пехотную бригаду и передислоцирован в Хейгские казармы в Хоне в ноябре 1960 г.
В 1962 году полк передислоцировался в казармы Уэйвелл в Бенгази, откуда отправил свои подразделения на Кипр в декабре 1963 года и снова в мае 1965 года. Он вернулся домой в январе 1966 года, но вошел в состав 6-й пехотной бригады и переехал в казармы Баркер в Падерборне в декабре 1966 года. В июне 1970 года он вернулся домой и вошел в состав 5-й пехотной бригады с базой в казармах Аливал в лагере Тидворт, откуда отправил свои подразделения в Северную Ирландию в разгар конфликта. Он вернулся в ФРГ в новой роли разведывательного полка, базировался в казармах Харевуд в Херфорде в мае 1973 года, откуда продолжал перебрасывать подразделения в Северную Ирландию. Он переехал в лагерь Бовингтон в качестве полка центра RAC в мае 1976 года, а затем присоединился к 1-й бронетанковой дивизии с новой базой в казармах Кан (Caen) в Хоне в декабре 1977 года.
В мае 1985 года полк был переформирован в полк центра RAC в Камбрейских казармах в гарнизоне Каттерик, а затем вернулся в Западную Германию и вошел в состав 4-й пехотной бригады, базировавшейся в Йоркских казармах в Мюнстере в марте 1988 года.
В период 1988—1992 гг. полк базировался в Йорк-Баррекс г. Мюнстер (земля Северный Рейн-Вестфалия), находясь в составе 3-й бронетанковой дивизии. Имел на вооружении 57 танков Челленджер 1.
4 декабря 1992 года он был объединён с Королевским гусарским полком и стал Его Величества королевским гусарским полком.

## Полковой музей
Музей 14-го/20-го Его Величества гусарского полка находился в Музее Ланкашира (Museum of Lancashire) в Престоне до его закрытия в 2016 году.

## Боевая слава
Надписи на полковом знамени о боевой славе унаследованы от 14-го Его Величества гусарского и 20-го гусарского полков, кроме того приобретены:
- Вторая мировая война: Болонья, Медичина, Италия 1945.
- Последующие войны: Вади аль-Батин, Персидский залив 1991.